# Димитрије Прогон
Димитрије Прогон је био средњовековни владар Кроје (1208—1215). Био је албански вођа који је владао као кнез Албанаца од 1208. до 1216. године. Био је кнез, кнежевине Арбанон, прве албанске државе. Био је наследник и брат Ђина Прогонија и њиховог оца, Прогона од Кроје. Након слома Византијског царства у Четвртом крсташком рату, успео је да додатно обезбеди независност Арбанона и проширио његов утицај до највеће висине. Све време своје владавине био је у борби против Млетачке републике, Зете Ђорђа Немањића, а касније Епирске деспотовине и обрнуто, одржавао је добре односе са њиховим супарницима, Дубровачком Републиком, и најпре великим жупаном Стефаном Немањићем од Рашке,његовом  ћерком Комнином се оженио. Натпис Гезик пронађен у католичкој цркви Ндерфанде (данашњи Гезик) показује да је до краја живота био католик. У латинским документима тог времена често се назива принцепс Арбанорум (кнез Албанаца), ау византијским документима као мега архонт, а касније као Паниперсеваст. Под све већим притиском Епирске деспотовине, његова смрт око 1216. године, означава крај Арбанона као државе и почетак периода аутономије све док се његов коначни владар Голем од Кроје није придружио Никејском царству. Анексија је изазвала побуну Арбанона 1257. године. Он није имао синове да настави своју династију, али су његово богатство и део његовог домена у Мирдити прешли након Димитријеве смрти на његовог малолетног синовца, Прогона (Ђиновог син), коме је дао титулу протосеваст. Породица Дукађин која се појавила у историјским записима 70 година касније у истом региону можда је била родбински повезана или су били директни потомци Прогонија.
У историјским записима, Димитрије Прогони је први владар који је себе назвао принцом Албанаца и први који је идентификовао свој домен као Принципатум Албаниае (Кнежевина Албанија/Арбанон). Многи каснији феудални владари Албаније ће полагати право на исту титулу и своју власт представљати као наставак ове државе. Први је то учинио краљ Карло I Анжујски који је настојао да легитимише Краљевину Албанију као државу потомка Кнежевине Арбанон око 60 година касније, 1272. године.

## Биографија
Димитрије је био син Прогона од Кроје и брат Ђина Прогона. Носио је титулу кнеза. Мало је познатих података о његовог оцу Прогону. Кроја је била у поседу породице Прогони. Пре 1204. године Кроја се осамосталила у односу на Византијско царство. У грчким изворима Ђин и Димитрије се срећу са титулом архонта и панхиперсеваста чиме су хроничари наглашавали њихову зависност од Царства. Димитрије се 1208. године оженио Комнином Немањић, ћерком српског великог жупана Стефана Немањића. Грађански рат у немањићкој Зети настављен је и након смрти кнеза Вукана Немањића, током владавине његовог сина Ђорђа Немањића. Извори бележе вазалан однос Димитрија према Ђорђу и Владину Немањићу. Ђорђе Немањић је Димитрију обећао војну помоћ уколико овај нападне територију Млетачке републике. Уговор је потписан 3. јула 1208. године. Димитрије је следеће године склопио споразум са Дубровачком републиком, а преговарао је и са папом Иноћентијем III око превођења своје државе у католицизам. Покушавао је да нађе савезнике у западној Европи за борбу против Венеције. Млечани, међутим, напуштају 1212. године Арбанон. Димитрије је умро 1215. године. Комнина се удала за византијског заповедника Гргура Камона.

### Породична прошлост
Прогон од Кроје, отац Димитрија Прогонија, формирао је прву албанску државу током средњег века. Мало се зна о архонту Прогону који је владао Кроjoм и околином између 1190. и 1198. године. Дворац Крoје и друге територије остали су у поседу породице Прогони, а Прогона су наследили његови синови Ђин, а касније и Димитрије. Пре 1204. године, Арбанон је био аутономна кнежевина Византијског царства. Пад Византијског царства 1204. године, имао је две главне политичке последице по регион Албаније. Први је био да се византијска превласт распала, што је омогућило локалним владарима да траже независност. Други је био да је у складу са споразумима о подели Византијског царства, контрола над Албанијом додељена Венецијанској Републици. У овом геополитичком окружењу, Димитрије Прогони је преузео власт 1207-08. У примарним изворима тог периода он се углавном помиње као Димитрије (Demetrius, Progoni archontis filius et successor) или Димитрије Прогони.

### Владавина
Од почетка своје владавине, Прогони је настојао да створи пријатељске везе у спољној политици како би сачувао суверенитет Арбанона од спољних претњи, од којих су најважније током већег дела његове владавине биле Венецијанска Република, а касније и Епирска деспотовина. Године 1208-09, први пут је разматрао прелазак на католичанство из источног православља како би добио подршку против својих млетачких ривала. Пошто је Венеција добила номинална права да контролише Албанију, прелазак на католичанство поништио би млетачке претензије на територију коју контролише друга католичка држава, Кнежевина Арбанон. То би га такође заштитило од експанзије поствизантијских држава наследница попут Епирске деспотовине. У својој сачуваној преписци са папом Иноћентијем III, Прогони, као вођа судије Арбанона, који се потписао као његови следбеници, тражио је од папе да пошаље мисионаре да шире католичанство у његовој земљи. Папа је одговорио да је Николај, католички архиђакон из Драча, добио инструкције да изврши припреме за мисију. Међутим, убрзо након тога, Димитрије је прекинуо процес јер га више није сматрао важним. Он је победио великог кнеза Ђорђа Немањића, млетачког вазала са којим се граничио на северу и тако се осећао мање угроженим од Венеције. Немањић је раније обећао војну подршку Венецији ако Прогони нападне млетачку територију, уговором потписаним 3. јула 1208. године. Такође је склопио брак са Комнином Немањић, која је била ћерка великог жупана Стефана Немањића, ривала великог кнеза Ђорђа Немањића и унука последњег византијског цара Алексија III Анђела. У том контексту, због везе његове супруге са византијском царском породицом, додељена му је титула паниперсеваст. Након смрти католичког надбискупа Драча, Млечани и паниперсеваст Прогони - свако на својој територији - заузели су црквену имовину. Због својих поступака против црквене имовине био је изопштен. Сам је користио титулу принцепс Арбанорум („кнез Албанаца“) и као такав је био признат од стране страних великодостојника. У преписци са папом Иноћентијем III, територија за коју је тврдио да је принцепс Арбанорум била је област између Скадра, Призрена, Охрида и Драча (regionis montosae inter Scodram, Dyrrachium, Achridam et Prizrenam sitae). Уопште, кнез Прогони је довео кнежевину до врхунца моћи. Подручје које је кнежевина контролисала, кретало се од долине реке Шкумбе до долине реке Дрим на северу и од Јадранског мора до Црног Дрима на истоку. У латинским документима он се такође помиње као судија. У византијским записима, он је титулисан као мега архонт, а након учвршћивања своје власти као паниперсеваст.
У потрази за савезницима, потписао је и уговор са Дубровачком Републиком који је омогућио слободан пролаз дубровачким трговцима на албанској територији. Године 1210. закључен је споразум између Венецијанске Републике и деспота Михаила I Анђела Комнина Дуке од Епирске деспотовине према којем ће Дука постати вазал Венеције, ако република призна његове претензије на долину реке Шкумбе, језгро области Арбанона. Године 1212. Венеција је такође дозволила да посед приобалног војводства Драча преузме деспот Михаило I и напустила je директну контролу над централном Албанијом. Споразум је имао страшне последице по кнежевину, која је окружена непријатељским снагама, изгледа да је до краја живота кнеза Димитрија Прогонија сведена на област северно од Шкумбе и јужно од Дрима. Доказ за овај период пружа темељни натпис католичке цркве Гезик у Ндерфанди близу модерног Решена у Мирдити. Натпис је написан на латинском и настао је након Прогонијеве смрти. Натпис показује да је Прогони, који је поново примљен у Католичку цркву, обезбедио средства за изградњу цркве, за коју је можда планирао да постане седиште Арбанумске бискупије или нова бискупија у центру његовог преосталог домена. На то указује чињеница да је нова црква подигнута на месту старије цркве посвећене Светој Марији, али је Прогони нову цркву посветио светој Петки, светитељки заштитници Арбанума. Он је задржао полунезависност ове области на основу споразума којим је прихватио врховну власт Зете, а владари Зете се заузврат нису мешали у унутрашње ствари региона. У натпису који служи и као последња Прогонијева воља, црква је посвећена његовом народу (понудио нацији) а његов наследник је означен, Прогон – син Ђина Прогонија – као протосеваст.

### Смрт и наслеђе
Умро је око 1215-16. Његова супруга се убрзо преудала за Гргура Камона коме је било потребно венчање да би легитимисао своје наслеђивање власти. Након што је преузео контролу над Кројом, јачајући односе са Великом кнежевином Србијом, која је ослабила након словенског напада на Скадар. Комнина је са Камоном имала ћерку која се удала за Голема, који је наставио да влада као полунезависни владар у Арбанону под влашћу деспота Теодора Анђела Комнина Дуке од Епирске деспотовине (до 1230. године), а затим и под влашћу цара Јована Асена II од Бугарске све до своје смрти 1241. године. Затим је осцилирао између Епира и Никејаца док га коначно нису припојили Никејци у фази обнове Византијског царства 1252-56. Догађаји су подстакли побуну Арбанона 1257. године. Кнежевина Арбанон је прва албанска држава настала у средњем веку. У време владавине Прогонија кнежевина је достигла врхунац своје моћи. Прогони је први употребио термине Принцепс Арбанорум и Принцепс Албаниае. Наслеђе локалног, независног центра моћи у Албанији користили су будући владари да легитимишу своју власт представљајући своје области као наследнике. Први који је то учинио био је краљ Карло I Анжујски са стварањем Краљевине Албаније око 70 година касније. У албанској историографији, његов покушај је негативно оцењен као „анжујски изум“ којим је покушано да се Албанија претвори у оружану базу за анжујске походе за разлику од Арбанонске кнежевине, која је била покушај локалног уједињења и независности од Византинаца.
Прогони није имао синовe. Његов наследник је био његов сновац, Прогон. Владавина овог Прогона у области Мирдита, многе сличности између амблема породице Прогони на натпису Гезик и грба касније породице Дукађин и тврдње Дукађина да су били наследни господари Ндерфанде и опатија Гезика навела је историчаре да помисле да су ове две породице можда била у сродству или чак да су Дукађини били потомци Прогона преко протосеваста Прогона.
Веза цркве Ндерфанде са Арбанумском епархијом и последично са територијом Арбанона довела је до каснијих спорова. Дукађини који су имали наследна права над регионом, имали су стварну контролу над опатијом. Иван I Кастриот који је контролисао територију епархије Арбанум тврдио је да опатија треба да пређе на његову територију. Спор је решен посредовањем папства, које га је пренело на Лежску епархију која је настала у 15. веку и де јуре била део Дукађинских земаља.